# Série 85 SNCB
La série 85 est une série de locomotives diesel de manœuvre de la Société nationale des chemins de fer belges (SNCB) de la première génération, inspirées par le type V36 allemand.

## Historique

### Construction
Après la Seconde Guerre mondiale, les moyens de traction à la SNCB sont composés d'une majorité de locomotives à vapeur ayant survécu au conflit, notamment le Type 53, utilisé pour les manœuvres. Il est rapidement évident que la traction diesel représente un gain important de productivité, et dès 1953, après la commande des premières motrices de ligne, des locomotives de manœuvres sont commandées. 
Trois séries de 25 machines à trois essieux sont fournies par l'industrie nationale. Les moteurs sont produits par trois sociétés différentes : 
- ABC pour le type 250 (future Série 84) dont Baume & Marpent construisit les caisses,
- SEM pour le type 252 (future Série 85) dont FUF (Haine St Pierre) construisit les caisses,
- Cockerill (qui construira aussi les caisses) pour le type 253 (future Série 83).

En 1962, 35 machines supplémentaires du type 250 sont produites par les Ateliers belges réunis.
En 1970, après la renumérotation à 4 chiffres du parc de traction, la Série 85 reprend les 25 éléments du type 252, alors que les 10 derniers engins du type 252 qui avait déjà été équipées d'un moteur ABC et avaient été construites avec une caisse très proche de la Série 84 seront numérotées dans cette série. Le moteur SEM ne donnant pas satisfaction, toute la série sera remotorisée dans les années 1970 avec un moteur ABC.
Dans les années 1990, plusieurs engins furent équipés pour la commande a distance par radio.
Elles garderont une livrée verte à bandes jaunes formant un Z sur les faces latérales de leur long capot.

### Réforme
Fin des années 1990, à l'occasion de la livraison de la série 77, la série perds progressivement ses services. Leur radiation se termine en 2002.  
Deux motrices (8510 et 8520) sont acquises par la société Recylux (ex Paridans, futur Ecore) à Aubange afin d'assurer les manœuvres dans ses installations. Deux autres (8503, 8518, ainsi que la 8450) par la société Casier à Deerlijk, active dans le même secteur (la 8503 étant repeinte en bleu à cette occasion). 

## Exemplaires préservés
Trois exemplaires sont préservés par des associations :
- Les 8509 par le SDP.
- La 8524 par le PFT.